# Ejerbolig
Ejerbolig er en boligform, hvor ejeren disponerer over boligen via et skøde, der tinglyses på ejendommen. I Danmark kan ejerboligen være en ejerlejlighed eller et parcelhus.
I modsætning hertil er andelsboligen, hvor beboeren har brugsret og andel i foreningens formue, men ikke ejer selve boligen, og lejeboligen, hvor beboeren kun har brugsret.
| Økonomi | Spire Denne artikel om økonomi er en spire som bør udbygges. Du er velkommen til at hjælpe Wikipedia ved at udvide den. |